# Église haute de Saint-Floret
L'église du Chastel, ou église haute de Saint-Floret, est une église catholique située à Saint-Floret, en France.
Elle fait l'objet d'une protection au titre des monuments historiques.

## Localisation
L'église du Chastel est située en Auvergne, dans le département du Puy-de-Dôme, sur les hauteurs en rive droite de la Couze Pavin, au-dessus du village de Saint-Floret. Elle est également identifiée sous le nom d'« église haute », par opposition à l'« église basse » plus récente située dans ce même village.

## Historique
L'église est dédiée à la saint Flour, évêque de Lodève.
Sa construction remonte au XIIIe siècle. Son portail sud et les deux chapelles latérales datent du XIVe siècle. Le clocher a été partiellement rebâti au milieu du XVIe siècle. Le porche est plus récent.
Le 19 avril 1915, l'édifice et l'ossuaire du cimetière attenant sont classés au titre des monuments historiques.

## Architecture et mobilier
L'église est orientée est-ouest. Recouverte de lauzes, elle est dotée au sud d'un porche à moitié enterré ouvrant à l'ouest. Son clocher carré surplombe l'angle sud-est de l'édifice.
L'église est entourée d'un cimetière conservant un ossuaire et des tombes anthropomorphes mérovingiennes du haut Moyen Âge.
Elle recèle une statue de la Vierge à l'Enfant du XIVe siècle et des peintures murales de la fin du même siècle.

## Galerie de photos

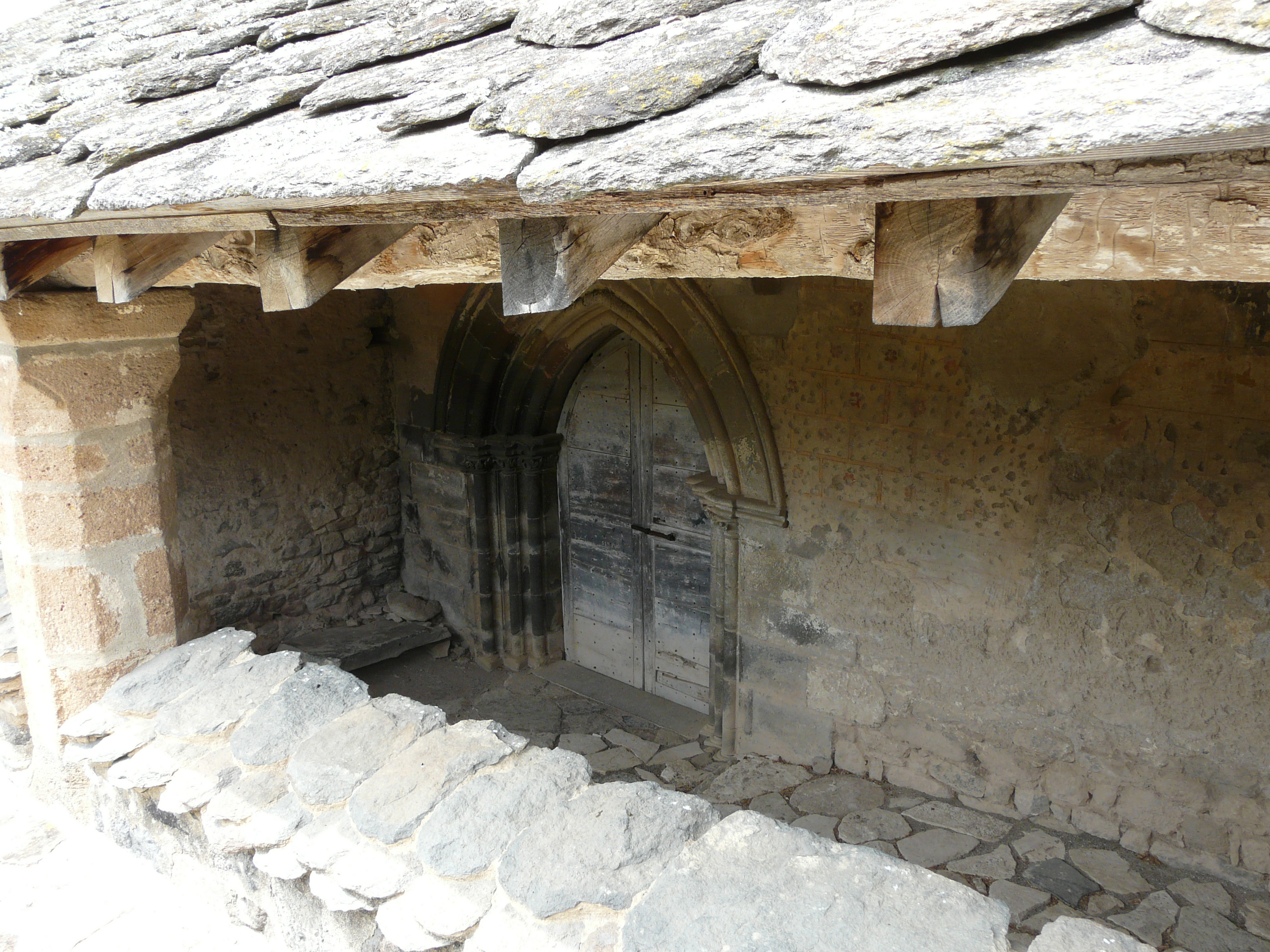
Le porche, à moitié enterré.
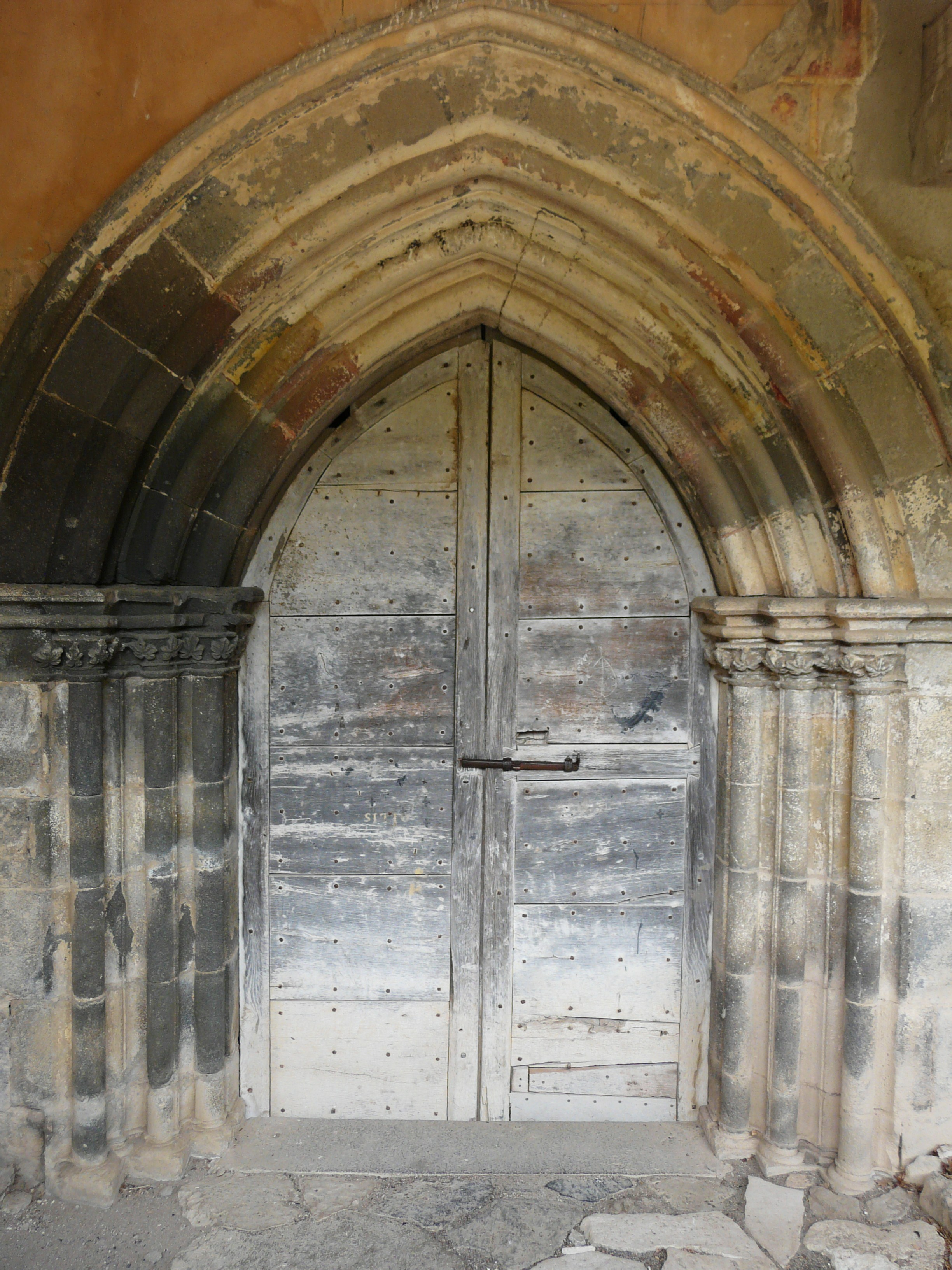
Le portail sud.
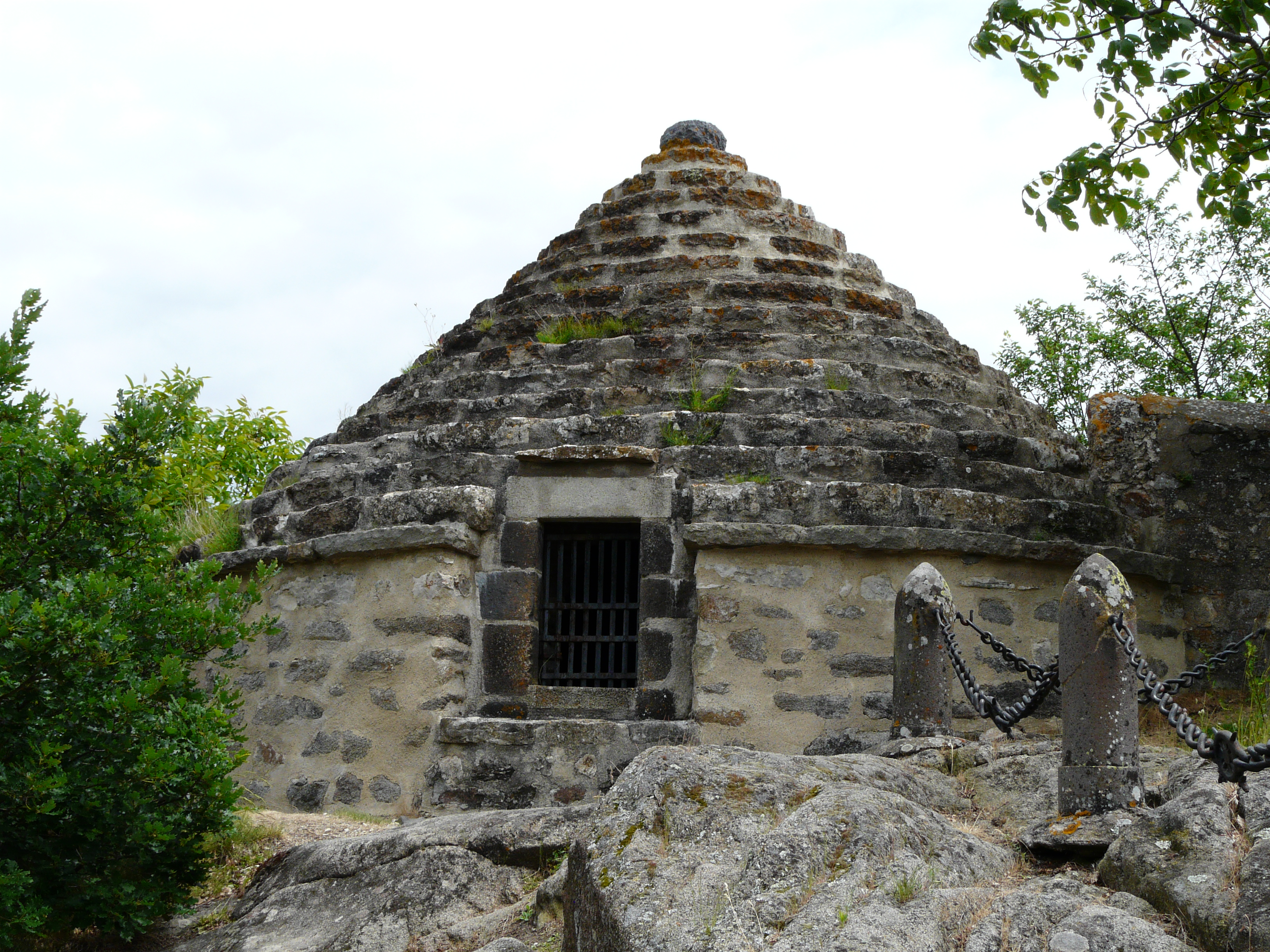
L'ossuaire.
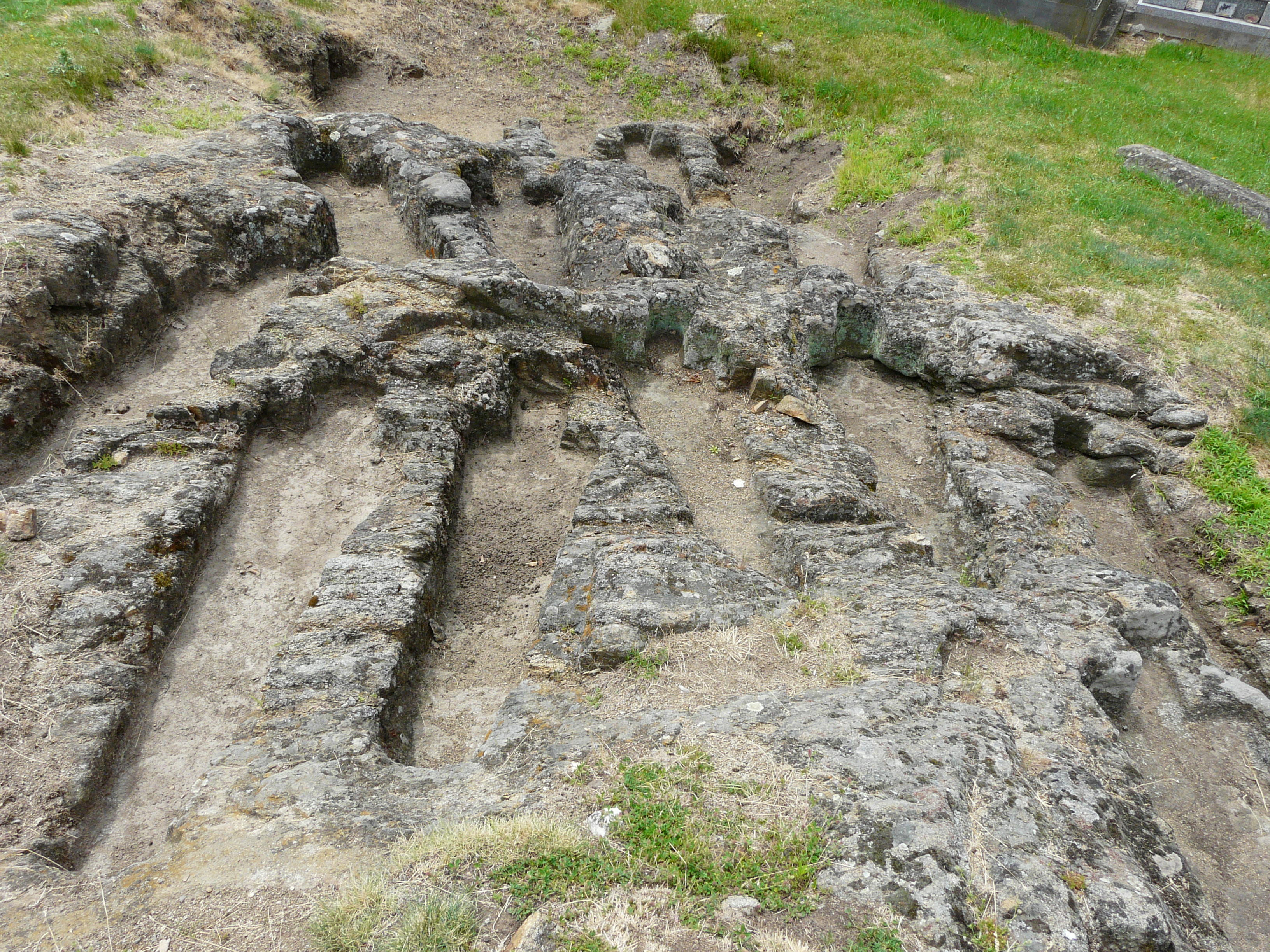
Tombes anthropomorphes.